# Laarbeek
Laarbeek (phát âmⓘ) là một đô thị ở phía nam Hà Lan. Đô thị này được lập năm 1997 thông qua việc sáp nhập các đô thị Beek en Donk, Aarle-Rixtel và Lieshout. Laarbeek thuộc vùng thành phố Samenwerkingsverband Regio Eindhoven, trung tâm ở thành phố Eindhoven. Tòa thị chính ở Beek en Donk.
Lieshout là nơi đóng trụ sở Bavaria Brewery, một trong những nhà máy bia lớn nhất Hà Lan.
Lâu đài Croy nằm gần làng Aarle-Rixtel.

## Các trung tâm dân cư
Achterbosch, Beemdkant, Broek, Croy, De Hei, Deense Hoek, Ginderdoor, Groenewoud, Heikant, Het Hool, Het Laar, 't Hof, Kruisschot, Scheepstal, Strijp, Wolfsputten.